# Agrupación Deportiva Mar Menor
La AD Mar Menor era un club de fútbol de España de la ciudad de San Javier (Región de Murcia). Fue fundado en 1981 y desapareció en 2007.

## Historia
La AD Mar Menor fue fundado en el año 1981. Tras varios años en categorías inferiores en la temporada 1986/87 asciende a Primera Preferente. En la temporada 1987/88, su primera campaña en la Preferente consigue el ascenso a Tercera División al ganar en el Pitín al CD Cieza Promesas por 6-1. En la clasificación final fue segundo tras el Abarán CF.
El Mar Menor se estrena en Tercera contra el Callosa Deportiva con una victoria por 0-2. El Mar Menor consigue la permanencia con un 15º puesto. En la siguiente temporada, 1989/90 consigue quedar 3º tras el Yeclano CF y el Águilas CF, por aquel entonces sólo disputaba la fase de ascenso el campeón, por lo que el Mar Menor se quedó con la miel en los labios. En la temporada 1990/91 repite el puesto del año anterior y participa en el play-off de ascenso, pero queda último de su grupo y no consigue ascender. A partir de entonces el Mar Menor se convierte en uno de los gallitos del Grupo XIII, pero solo consigue clasificarse 3 veces para el play-off en 7 años. En la temporada 1994/95 llega al club el empresario murciano Paco Villaescusa y con él el Mar Menor da un salto de calidad. Vuelve a clasificarse para el play-off en la 1995/96 quedando tercero tras el Real Murcia CF y el Cartagena FC y en el play-off consigue el ansiado ascenso en el campo del CF Playas de Calviá.
En la primera temporada del Mar Menor en Segunda División B queda encuadrado en el Grupo III. Debuta con un empate en el campo de la UE Sant Andreu y consigue su primera victoria en la segunda jornada contra el CD Castellón. En la liga regular no logra la permanencia directa y se ve obligado a disputar la promoción de descenso. Pierde la primera eliminatoria contra el Polideportivo Almería y se ve obligado a jugarse la permanencia a una eliminatoria contra la SD Huesca. Tras un empate en tierras oscenses consigue mantenerse tras un contundente 5-0 en San Javier. En la temporada 1997/98 no consigue la permanencia y regresa a Tercera División.
En su regreso a la Tercera División se vuelve a clasificar para el play-off de ascenso, pero no lo consigue. Se vuelve a clasificar para el play-off en las temporadas 1999/00, 2002/03, 2003/04, 2004/05 y 2005/06 encadenando decepción tras decepción por no conseguir regresar a Segunda División B. Pero la gran debacle llegaría en la 2006/07, el Mar Menor partía con un presupuesto de 600.000 € con el objetivo del ascenso pero se quedó fuera de los cuatro primeros en la última jornada tras empatar a 0 contra el Sangonera Atlético CF en San Javier. A esto se le sumó la denuncia del jugador Estefan, que militó en el Mar Menor en la  2001/02, por invalidez. El juez dio la razón al jugador, pese a que volvió a jugar al fútbol sin problemas, y obligó al Mar Menor a pagarle 211.000 €. Paco Villaescusa se cansó de aportar dinero todos los años y no recibir apoyo del Ayuntamiento ni conseguir los objetivos deportivos. Tras su marcha ningún empresario de la ciudad quiso hacerse cargo del club y desapareció. Tras la desaparición del histórico Marme se funda en Primera Territorial el Mar Menor CF.

## Presidentes
- 1981-1986: Francisco Pardo
- 1986-1992: Ángel Jareño
- 1992-1994: Juan Vidal
- 1994-2007: Francisco Villaescusa

## Uniforme
- Uniforme titular: Camiseta azul, pantalón blanco, medias azules.
- Uniforme alternativo: Camiseta negra, pantalón negro, medias negras.

## Estadio
El Estadio Pitín es de césped natural, con capacidad para 3.000 personas. Debe su nombre al apodo de la hija del dueño original, que cedió el estadio al AD Mar Menor.

## Datos del club
- Temporadas en Primera División: 0
- Temporadas en Segunda División: 0
- Temporadas en Segunda División B: 2
- Temporadas en Tercera División: 17
- Temporadas en Territorial Preferente: 1
- Mayor goleada conseguida: 
  - En campeonatos nacionales: AD Mar Menor 9 - EF San Ginés 1
- Mayor goleada encajada: 
  - En campeonatos nacionales: Real Murcia CF 6 - AD Mar Menor 1
- Mejor puesto en la liga: 1º en Tercera División
- Peor puesto en la liga: 20º en Segunda División B

## Palmarés

### Torneos nacionales
- Tercera División (1): 2003/04.
- Subcampeón de la Tercera División (1): 2005/06.
- Copa Federación de la Región de Murcia (2): 2002/03 y 2003/04.

### Trofeos amistosos
- Trofeo Ciudad de Cartagena: (1) 1996